# Grande Prêmio de Mônaco de 1968
Resultados do Grande Prêmio de Mônaco de Fórmula 1 realizado em Montecarlo à 26 de maio de 1968. Terceira etapa da temporada, o mesmo foi vencido pelo britânico Graham Hill.

## Classificação da prova
| Pos. | Nº | Piloto               | Construtor    | Voltas | Tempo/Diferença | Grid | Pontos |
| ---- | -- | -------------------- | ------------- | ------ | --------------- | ---- | ------ |
| 1    | 9  | Graham Hill          | Lotus-Ford    | 80     | 2:00:32.3       | 1    | 9      |
| 2    | 15 | Richard Attwood      | BRM           | 80     | + 2.2           | 6    | 6      |
| 3    | 7  | Lucien Bianchi       | Cooper-BRM    | 76     | + 4 voltas      | 14   | 4      |
| 4    | 6  | Ludovico Scarfiotti  | Cooper-BRM    | 76     | + 4 voltas      | 15   | 3      |
| 5    | 12 | Denny Hulme          | McLaren-Ford  | 73     | + 7 voltas      | 10   | 2      |
| Ret  | 8  | John Surtees         | Honda         | 16     | Câmbio          | 4    |        |
| Ret  | 4  | Pedro Rodríguez      | BRM           | 16     | Acidente        | 9    |        |
| Ret  | 16 | Piers Courage        | BRM           | 12     | Chassis         | 11   |        |
| Ret  | 17 | Jo Siffert           | Lotus-Ford    | 11     | Diferencial     | 3    |        |
| Ret  | 1  | Jean-Pierre Beltoise | Matra         | 11     | Acidente        | 8    |        |
| Ret  | 19 | Dan Gurney           | Eagle-Weslake | 9      | Motor           | 16   |        |
| Ret  | 3  | Jochen Rindt         | Brabham-Repco | 8      | Acidente        | 5    |        |
| Ret  | 2  | Jack Brabham         | Brabham-Repco | 7      | Suspensão       | 12   |        |
| Ret  | 11 | Johnny Servoz-Gavin  | Matra-Ford    | 3      | Semieixo        | 2    |        |
| Ret  | 14 | Bruce McLaren        | McLaren-Ford  | 0      | Acidente        | 7    |        |
| Ret  | 10 | Jackie Oliver        | Lotus-Ford    | 0      | Acidente        | 13   |        |

## Tabela do campeonato após a corrida
|    | Pos. | Piloto              | Pontos |
| -- | ---- | ------------------- | ------ |
|    | 1    | Graham Hill         | 24     |
| 1  | 2    | Denny Hulme         | 10     |
| 1  | 3    | Jim Clark           | 9      |
| 22 | 4    | Richard Attwood     | 6      |
| 2  | 5    | Ludovico Scarfiotti | 6      |

|   | Pos. | Construtor    | Pontos |
| - | ---- | ------------- | ------ |
|   | 1    | Lotus-Ford    | 27     |
|   | 2    | McLaren-Ford  | 8      |
| 1 | 3    | Cooper-BRM    | 8      |
| 7 | 4    | BRM           | 6      |
| 2 | 5    | Brabham-Repco | 4      |

- Nota: Somente as primeiras cinco posições estão listadas. A temporada de 1968 foi dividida em dois blocos de seis corridas onde cada piloto descartaria um resultado. Neste ponto esclarecemos: na tabela dos construtores figurava somente o melhor colocado dentre os carros de um time.